# 리비아 드루실라

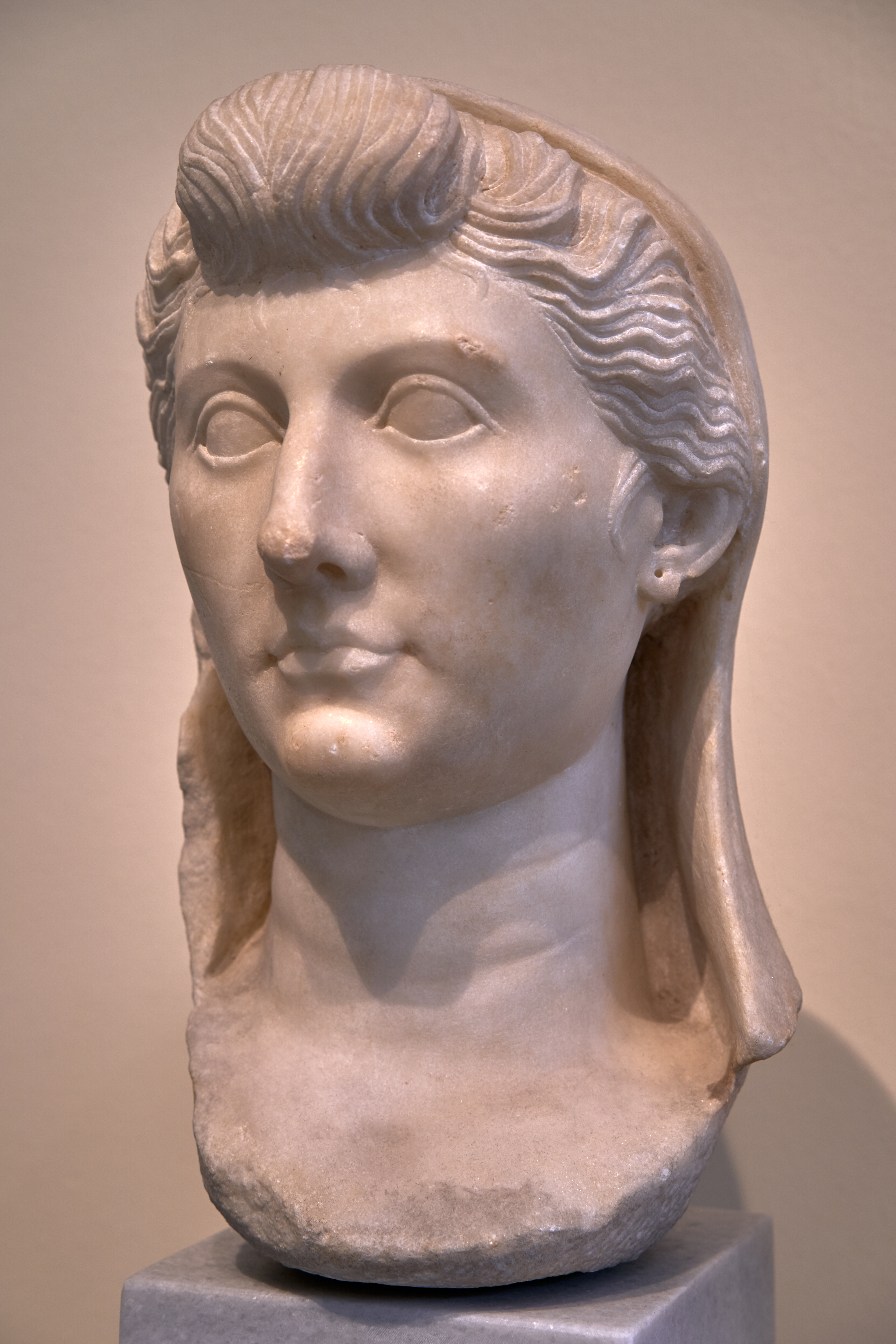

리비아 드루실라(Livia Drusilla, 기원전 59년 1월 30일 ~ 기원후 29년 9월 28일)는 로마 황제 아우구스투스의 아내이다. 기원전 14년에 율리우스가로 들어서면서 율리아 아우구스타(Julia Augusta)라는 이름을 얻게 되었다.
로마 공화국 이탈리아 로마에서 태어났다. 로마 제국 이탈리아 로마에서 87세의 나이로 사망했다.